# Järnvägens museum Ängelholm

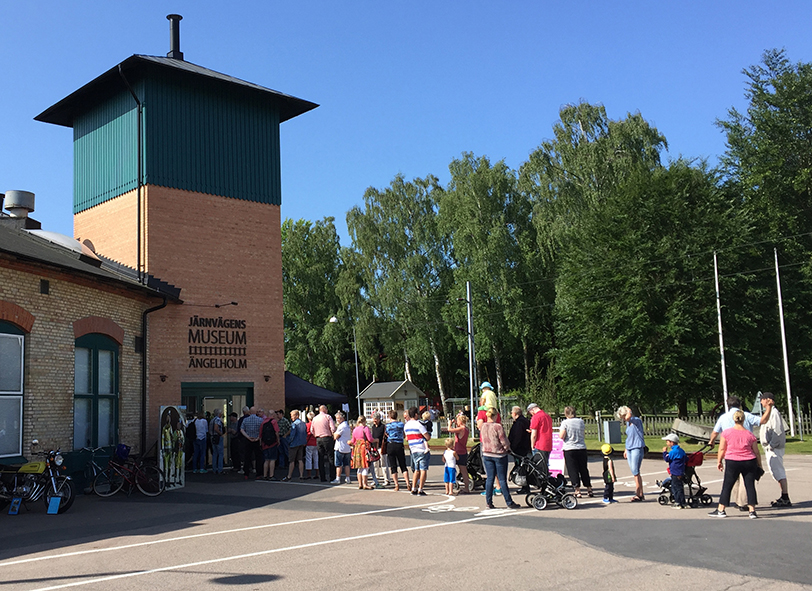
Museets entre

Järnvägens Museum i Ängelholm är ett nationellt museum, som visar järnvägens historia - hur Sveriges järnvägar byggdes, vilka människor som låg bakom och hur bantekniken har utvecklats fram till idag. Museet grundades i Banverkets regi 1998 och är sedan 2012 i kommunal drift.

## Beskrivning
Museet finns strax söder om Ängelholms järnvägsstation och Trafikverksskolan, i direkt anslutning till Kronoskogen, Ängelholm. Lokalerna ligger i ett om- och tillbyggt lokstall från 1898 med en utställningsyta på cirka 2 000 kvadratmeter. Här finns rallare, järnvägssignaler, dressiner, ställverk, banvakter, ånglok, en stor modelljärnväg, loksimulatorn LOCOMOTION och mycket annat.

## Historik
Åren 1898-1900, 13 år efter Ängelholms nuvarande station togs i bruk, byggdes i bangårdens södra ände ett lokstall med 16 platser och en vändskiva med 15 meters diameter. Lokstallet kostade 41 162 kr att uppföra.
1917 byggde man ännu ett lokstall med 6 platser och en 20 meters vändskiva söder om det gamla stallet. Båda stallen byggdes ihop med reparationsverkstad, förråd och personalrum.1955 startades SJ-skolan, idag kallad Trafikverksskolan, i lokalen med utbildning och undervisning. Under 1990-talet tog Banverket fram planer för ett museum i en del av byggnaden. 
Järnvägens Museum i Ängelholm öppnade 1998 under namnet Banmuseet. Invigningen förrättades av dåvarande kommunikationsministern Ines Uusmann och Banverkets generaldirektör Bo Bylund.
År 2003 tog Banverket över Sveriges Järnvägsmuseum i Gävle från SJ. Banverket hade nu två museer. Den 1 juli 2005 slogs museerna samman med en gemensam museichef placerad i Gävle. Banmuseet bytte namn till Sveriges Järnvägsmuseum Ängelholm året efter, den 1 maj 2006.
Den 1 april 2010 tog det nybildade Trafikverket över de verksamheter som tidigare fanns inom bland annat Banverket. Trafikverket blev ny ägare till Sveriges Järnvägsmuseum och Banverket avvecklades.
Den 1 januari 2012 övergick Sveriges Järnvägsmuseum Ängelholm från Trafikverket till Ängelholms kommun. Våren 2012 bytte man namn till Järnvägens Museum.